# Gymnosoma rungsi
Gymnosoma rungsi là một loài ruồi trong họ Tachinidae.